# اوم جی وون
اوم جی وون (به کره‌ای: 엄지원 به انگلیسی: Uhm Ji-won) (زاده ۲۵ دسامبر ۱۹۷۷ - سئول) بازیگر در کره جنوبی است.
او به دلیل بازی در مجموعه تلویزیونی زنی که هنوز قصد ازدواج دارد شناخته شد.

## سریال‌های تلویزیونی
- بچه های من به من سردرد می دهند (۲۰۱۲)(jTBC)
- آیا می‌توان عشق را تبدیل به پول کرد؟ (۲۰۱۲)(MBN)
- ورود به سیستم (۲۰۱۱)(SBS)
- زنی که هنوز قصد ازدواج دارد(۲۰۱۱)(MBC)
- در هوا (۲۰۰۸)(SBS)
- زنان كوچك

## فیلم‌ها
- دختر (۲۰۱۵)
- آرزو (۲۰۱۳)
- جشنواره ترشیده (۲۰۱۰)
- بدهکاران رمانتیک (۲۰۱۰)
- پایان (۲۰۰۹)